# Bresse Bleu
Bresse Bleu je francouzský sýr. Historie tohoto dvouplísňového sýra sahá až do minulého století. Tento sýr je kombinací modré plísně uvnitř a bíle plísně na povrchu. Je vyráběn z pasterizovaného kravského mléka. Jeho chuť je plná a krásně se spojuje s modrou plísní uvnitř. Smetanový střed má podobnou chuť jako Brie.